# Zynismus
Der Zynismus (griechisch κυνισμός kynismós; von κύων kyon, „Hund“) bezeichnete ursprünglich die Lebensanschauung sowie Lebensweise der antiken Kyniker, für die unter anderem Bedürfnislosigkeit und ethischer Skeptizismus zentral waren. Im Deutschen wurde der Begriff noch bis zum Beginn des 20. Jahrhunderts üblicherweise „Cynismus“ geschrieben und hatte mehrere Bedeutungen, so die Lehre der antiken Philosophenschule der Kyniker, die entsprechende „Denkungs- und Handlungsweise“ sowie eine dem kynischen bzw. zynischen Gedankengut bzw. Charakter entsprechende Art zu reden.

## Etymologie und Begriffsgeschichte
Als Zyniker wurde seit dem 16. Jahrhundert, insbesondere aber im 18. Jahrhundert ein Anhänger der kynischen Philosophie bezeichnet, vornehmlich aber durch den Gebrauch des Adjektivs ein ‚zynischer, spöttischer, bissiger, ehrfurchtsloser Mensch‘. Herkunft ist das lateinische Cynicus, abgeleitet aus griech. Kynikós (Κυνικός) ‚kynischer Philosoph‘. Zynismus bezeichnete insbesondere in der zweiten Hälfte des 18. Jahrhunderts eine ‚Moral- und Wertvorstellungen missachtende Gesinnung, Unsauberkeit, Schamlosigkeit, Spottsucht‘ und seit Mitte des 19. Jahrhunderts eine ‚schamlose Redeweise‘. Vor dem 18. Jahrhundert wurde zynisch nur selten als ‚ärmlich essend, ohne Wein‘ entlehnt aus lat. cynicus, griech. kynikós (κυνικός) ‚hündisch, bedürfnislos wie Hunde‘ gebraucht. Kyniker war dementsprechend eine „Bezeichnung für einen Anhänger der von Antisthenes gegründeten Philosophenschule, deren Ziel die Rückkehr zum Naturzustand und zu einem bedürfnislosen Leben ohne Ansprüche ist“. Anfang des 19. Jahrhunderts wandelte sich die Bedeutung von zynisch zu ‚die geltenden Wert- und Moralvorstellungen missachtend und verhöhnend, spöttisch, bissig‘.  Tinner bezeichnete dessen Verwendung im Historischen Wörterbuch der Philosophie als Modewort, das „in Frankreich ebenso beliebt wie unpräzis“ ist und als solches „gegen Ende des 18. Jh. allmählich auch Eingang in die deutsche Literatur“ fand. Zwar stand bereits in der Antike dem positiven Bild des bedürfnislosen Kynikers „die Karikatur des ungepflegt-dreckigen, schamlosen und schmarotzerischen Bettelphilosophen gegenüber, für den religiöse und ethische Werte nichts gelten“, aber erst im 17. und 18. Jahrhundert wurde dieses Negativbild geistiges Allgemeingut. 
Der Begriff entfernte sich seit dem 17. Jahrhundert insbesondere in der deutschen Sprachtradition allmählich von seinem antiken Ursprung, entwickelte sich zunehmend selbständig und „ist in seinen Bedeutungen vielfältig und in seinem Gebrauch diffus“. So waren für Friedrich II. von Preußen die Enzyklopädisten „eine Sekte sogenannter Philosophen, die sich in unseren Tagen gebildet hat. Mit der Schamlosigkeit der Zyniker verbinden sie die edle Dreistigkeit, alle Paradoxen, die ihnen in den Sinn kommen, zum besten zu geben“. Adolph Knigge hatte dagegen in seinem Werk Über den Umgang mit Menschen „den aufgeklärten Zeitgenossen im Blick und nicht den groben Cyniker, der ‚[…] alle Regeln verachtet, welche Uebereinkunft und gegenseitige Gefälligkeit den Menschen im bürgerlichen Leben vorgeschrieben haben.‘“  Friedrich Kirchner definierte Zynismus im Wörterbuch der philosophischen Grundbegriffe von 1907 als „eine Auffassung und Führung des Lebens, welche alles, was über den Standpunkt des Bedürfnisses hinausgeht, verachtet. Bequemlichkeit, Luxus, vor allem Anstand, Sitte, Kunst, Wissenschaft und Bildung sind in den Augen eines zynischen Menschen nichts; ja er gefällt sich darin, sie geflissentlich zu verhöhnen.“ Weiter führte er aus, dass „der bessere Kern der zynischen Lehre“ in die Philosophie der Stoiker übergegangen ist; „doch entwickelte sich daneben aus dem Zynismus ein hochmütiges und schamloses Bettlertum, an dem der Name der Zyniker haftete“. Brockhaus’ Kleines Konversations-Lexikon nannte 1911 den Ausdruck Zyniker einen „Spottnamen“.

## Bedeutung in der Gegenwart
In der heutigen Standardsprache bezeichnet Zynismus, sowie das abgeleitete Adjektiv zynisch, vor allem eine Haltung, Denk- und Handlungsweise, die durch beißenden Spott geprägt ist und dabei oft bewusst die Gefühle anderer Personen oder gesellschaftliche Konventionen missachtet. Das Große Wörterbuch der deutschen Sprache definierte 1999 zynisch als „eine gefühllose, mitleidlose, menschenverachtende Haltung zum Ausdruck bringend, die besonders in bestimmten Angelegenheiten, Situationen als konträr, paradox und als jemandes Gefühle missachtend und verletzend empfunden wird“, der Duden nennt als Erstbedeutung für zynisch „auf grausame, den Anstand beleidigende Weise spöttisch“.
In seiner Analyse Antike Kyniker und Zynismus in der Gegenwart unterschied Klaus Heinrich 1964 drei Haupttypen des Zynismus: Als „existentialistischer Protest“ sei er der zeitgenössische Versuch, „der Bedrohung durch Sinnlosigkeit erkennend standzuhalten“. Der Zyniker resigniert vor dem „drohenden Sinnverlust“, indem er „um seiner Selbstbehauptung willen die Erkenntnis der Bedrohung als zynisch“ verwerfe. Dieser Zynismus verwirft schließlich diese in der Resignation „enttäuschenden Formen der Selbstbehauptung“ und ist nunmehr „Ausdruck einer stummen, wissenden Indifferenz“. Iring Fetscher nannte den zeitgenössischen Zynismus „eine letzte, verzweifelte Weise des Lebens“. Der Zyniker begreife sich „als den Mächtigen, der es nicht nötig hat, Rücksicht zu nehmen“, ist aber in seiner „zynischen Verachtung moralischer Normen“ weder gleichgültig, noch fehle es ihm am „Sinn für moralische Werte“. Peter Sloterdijk schrieb in seiner Abhandlung Kritik der zynischen Vernunft 1983, dass „Interaktionen von nicht entspannbaren Subjektivismen“ die „kommunikative Vernunft“ durch „Kommunikationsvortäuschungen ihren Privatbedingungen unterwerfen“. Kommunikationsmangel, Kommunikationsvortäuschung und Kommunikationsverweigerung seien „geradezu die Kennzeichen des modernen Machtzynismus, der Werte wie Liebe, Wahrheit, Authentizität“ seinem „Macht- und Profitwillen“ unterordnet.